# Betty Mould-Iddrisu

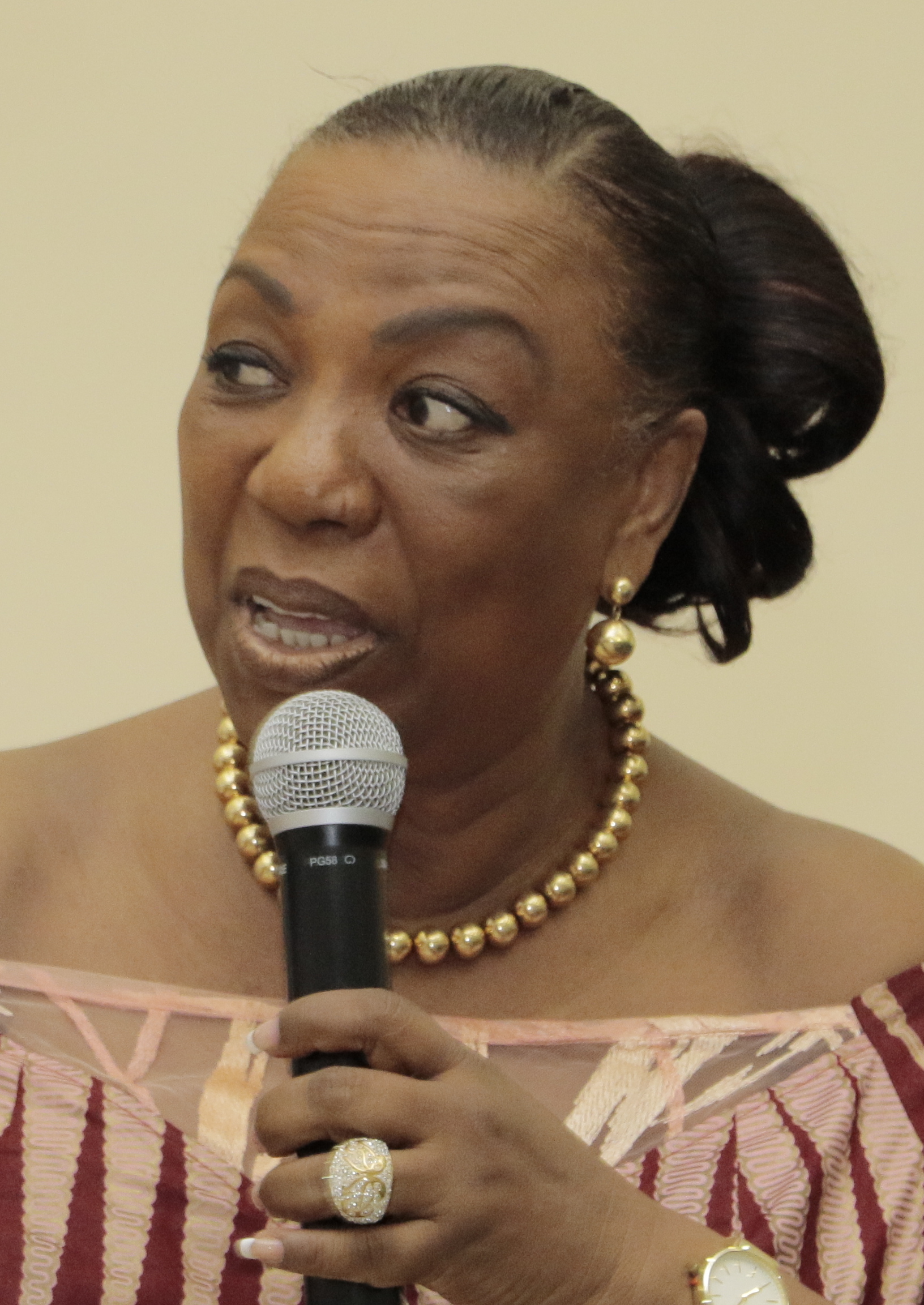
Betty Mould-Iddrisu, 2019

Betty Mould-Iddrisu (* 22. März 1953 in Accra) ist eine ghanaische Rechtsanwältin und Hochschullehrerin. Sie war von 2009 bis 2011 Attorney General und Justizministerin 
und von 2011 bis 2012 Bildungsministerin des westafrikanischen Landes Ghana. Von 1990 bis 2000 hat sie nebenberuflich an der Rechtsfakultät der University of Ghana gelehrt. Sie hat weltweit etliche Papiere und Artikel zum Thema Geistiges Eigentum veröffentlicht. Sie hatte zeitweise eine leitende Position beim Commonwealth of Nations in London inne.

## Leben und Werk
Mould-Iddrisu ist die Tochter einer aus Ejuratia-Kwabre in der Ashanti-Region stammenden Mutter und eines Vaters aus James Town in Accra. Sie besuchte die Achimota School, die Ghana International School und die Accra Academy. Von 1973 bis 1976 studierte sie an der juristischen Fakultät der Universität von Ghana in Legon, wo sie ihren Bachelor of Laws erwarb.  Ihren Master of Laws erlangte sie 1978 an der London School of Economics (LLM) in London. Sie kehrte an die Ghana School of Law zurück und wurde 1979 als Anwältin in Ghana zugelassen.
Nach ihrer Zulassung als Anwältin in Ghana wurde sie aktives Mitglied des ghanaischen Zweigs der International Federation of Lawyers (FIDA), einer ausschließlich von Frauen gegründeten Anwaltsvereinigung. Mould-Iddrisu besetzte mehrere Führungspositionen bei FIDA-Ghana  und war 1986 bei der Gründung des ersten Rechtshilfezentrums in Ghana beteiligt, das eine Rechtsberatungsstelle und ein Zentrum für Rechtskompetenz umfasste. Dies war eine Reaktion auf die Verabschiedung des Familienrechts durch die Regierung im Jahr 1985, das Frauen und Kindern im Falle eines Todes ohne Testament einen Anteil am Nachlass ihres verstorbenen Ehepartners und Vaters zusprach. Von 1994 bis 1996
war sie Vorsitzende sowohl der FIDA-Ghana-Gruppe als auch von 1996 bis 1998 der FIDA-Afrika-Gruppe.
Sie war Staatsanwältin im ghanaischen Justizministerium und leitete die Abteilung für internationales Recht im Justizministerium. 1989 wurde sie zur Urheberrechtsverwalterin von Ghana ernannt und leitete die Verwaltung der Urheberrechte auf afrikanischer Regionalebene. Sie entwickelte sich zu einer anerkannten globalen Expertin für Geistiges Eigentumsrecht und vertrat Ghana und Afrika als Rednerin, Expertin, Informationsperson, Vorsitzende und Beraterin der Weltorganisation für geistiges Eigentum (WIPO) der UNO und anderer multilateraler Organisationen.
1999 war Mould-Iddrisu Mitbegründerin der African Women Lawyers Association (AWLA) und leitete deren Organisation viele Jahre lang.
2003 wurde Mould-Iddrisu zur Direktorin der Rechts- und Verfassungsabteilung des Commonwealth-Sekretariats ernannt.
Sie wurde 2009 von dem Präsidenten der Republik Ghana, John Atta Mills, zur ersten Generalstaatsanwältin und Justizministerin Ghanas vereidigt. Sie setzte sich für den Ausbau der juristischen Ausbildung in Ghana ein, indem sie die Gründung weiterer juristischer Fakultäten unterstützte. 2010 brachte sie zwei Gesetzentwürfe ins Parlament ein, die die Umsetzung verfassungsrechtlicher Bestimmungen zur Verteilung des während der Ehe erworbenen Vermögens bei einer Ehescheidung zum Ziel hatten. Ein weiterer war eine Überarbeitung des Erbrechts, um Ehepartnern und Kindern im Falle eines Todes ohne Testament einen größeren Anteil am Vermögen zuzusprechen.
Mould-Iddrisu ist Mitglied der Partei National Democratic Congress und war die erste Frau, die dieses Ministeramt in Ghana übernahm.
2011 wurde sie Bildungsministerin und reichte 2012 ihren Rücktritt ein.
Mould-Iddrisu ist mit dem ehemaligen Verteidigungsminister Mahama Iddrisu verheiratet und hat drei Kinder.